# Jean-Hervé Bazan de Flamanville
Jean-Hervé Bazan de Flamanville (né à Flamanville le 16 février 1660 - mort à Perpignan le 5 janvier 1721) est un ecclésiastique qui fut évêque d'Elne-Perpignan de 1695 à 1721.

## Biographie
Jean-Hervé Bazan (ou Basan) de Flamanville est issu d'une des plus importantes familles du nord du Cotentin dans le diocèse de Coutances. Il est le fils de Hervé Bazan marquis de Flamanville en 1654 et grand bailli de Cotentin qui fit raser son manoir féodal et commencer la construction du château actuel de Flamanville et de sa seconde épouse Agnès Molé de Champlâtreux, issue de la famille Molé, famille de robe parisienne. Après des études à Angers où il obtient sa licence in utroque jure, il est ordonné prêtre le 24 septembre 1687 et devient chapelain de Saint-Sauveur d'Octeville.
Il avait rejoint le séminaire Saint-Sulpice de Paris en 1682. Curé desservant la paroisse, il se préoccupe de l'« évangélisation » des domestiques. Il est remarqué par Augustin de Maupeou, l'évêque de Castres, dont il devient en 1694 le vicaire général. Désigné comme évêque d'Elne en 1695, il est confirmé le 12 décembre et consacré en janvier dans l'église Saint-Sulpice de Paris par l'archevêque de Paris. Il rejoint immédiatement son diocèse. Il obtient en commende l'abbaye de la Réal de Perpignan dont le revenu sera intégré dans la mense épiscopale et l'abbaye Sainte-Marie d'Arles-sur-Tech dont il se défait lorsqu'il est pourvu en 1701 de l'abbaye Saint-Michel de Cuxa. Il dirige son diocèse loin de l'agitation intellectuelle liée à la bulle Unigenitus et fait édifier le palais épiscopal et la résidence de campagne des évêques qui seront utilisés par ses successeurs. Il meurt à Perpignan « en réputation de sainteté ».